# 6764 Kirillavrov
6764 Kirillavrov eller 1981 TM3 är en asteroid i huvudbältet som upptäcktes den 7 oktober 1981 av den ryska astronomen Ljudmila Tjernych vid Krims astrofysiska observatorium på Krim. Den är uppkallad efter den ryske regissören och skådespelaren Kirill Lavrov (1925–2007).
Asteroiden har en diameter på ungefär fem kilometer.